# Celina Jaitley

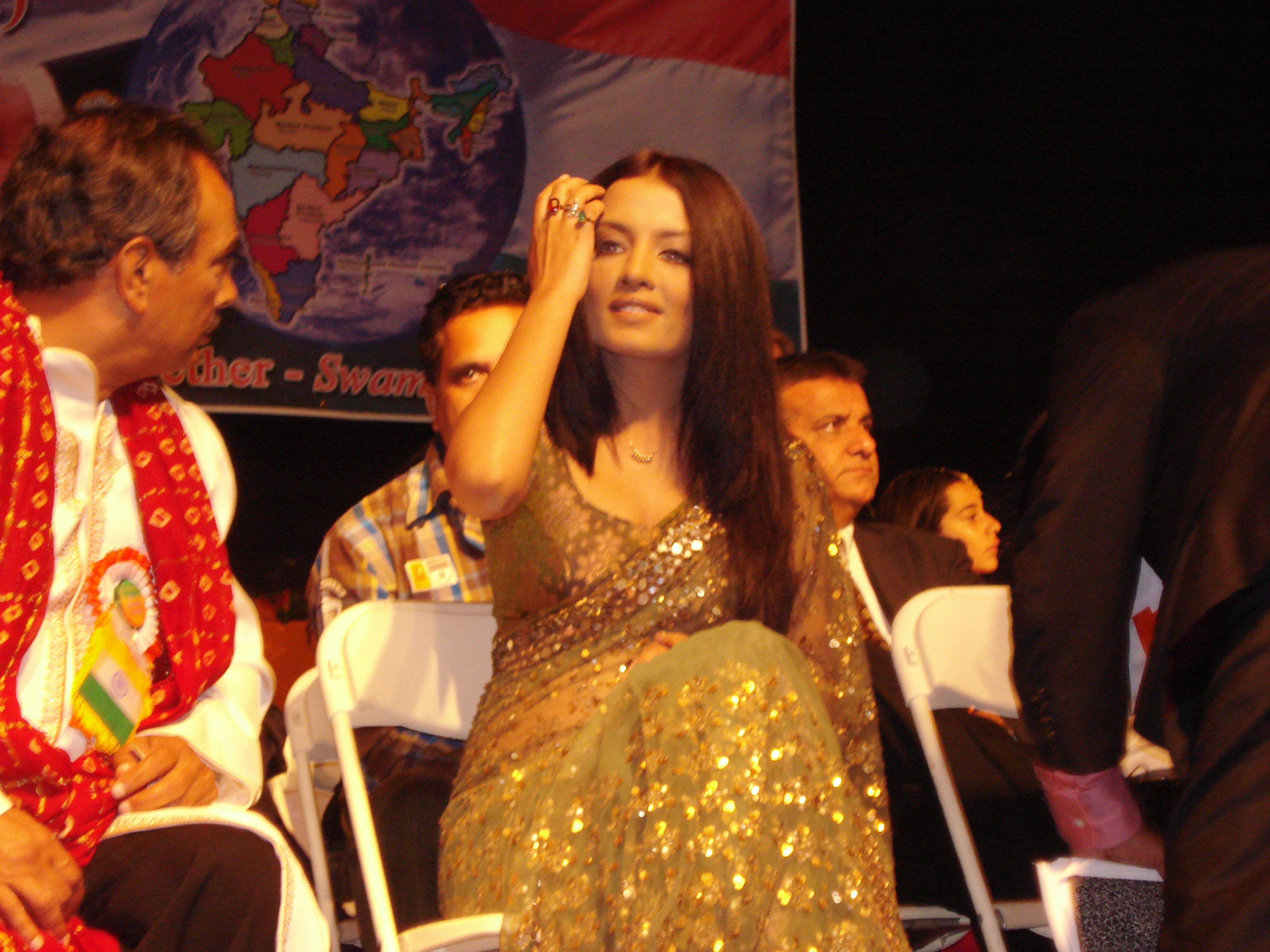
Celina Jaitley

Celina Jiya Jaitley (n. 9 iunie 1981, Kabul, Afghanistan) este o actriță indiană.

## Date biografice
Celina Jaitley, este fiica unui fost ofițer indian și o psihologă afgană, fostă regină a frumuseții. Jaitley a fost educată în spiritul religiei hindu. În anul 2001 a fost aleasă Miss India. Printre altele a câștigat câteva premii ca MTV Most Wanted Award, și a jucat în câteva filme.

## Filmografie
- 2003: Janasheen
- 2003: Khel
- 2004: Suryam
- 2005: Silsiilay
- 2005: No Entry
- 2006: Tom, Dick, and Harry
- 2006: Apna Sapna Money Money
- 2006: Jawani Diwani: A Youthful Joyride
- 2006: Zinda
- 2007: Yahan Ke Hum Sikander
- 2007: Red: The Dark Side
- 2007: Shakalaka Boom Boom
- 2007: Heyy Babyy
- 2008: Money Hai Toh Honey Hai
- 2008: C Kkompany
- 2008: The Quest of Sheherzade